# Acacia prominens
Espèce
Répartition géographique
Acacia prominens est une espèce de plantes à fleurs du genre Acacia et de la famille des Fabacées. C'est un arbre de 5 à 9 m de haut originaire de Nouvelle-Galles du Sud en Australie.